# Stephan Balkenhol
Pour les articles homonymes, voir Balkenhol.
Stephan Balkenhol est un sculpteur allemand né le 10 février 1957 à Fritzlar (Hesse). Professeur de sculpture à l'Académie des Beaux-Arts de Karlsruhe depuis 1992, il est un des plus importants sculpteurs d'Allemagne.

## Biographie
C'est lors d'une visite à la documenta de Cassel qu'il décide de devenir sculpteur. Durant ses études à l'École des Beaux-Arts de Hambourg, Stephan Balkenhol devient l'assistant d'Ulrich Rückriem, et le demeure de 1976 à 1982. Dès les années 1980, à contre-courant du minimalisme et de l'art conceptuel, alors en vogue, il se lance dans l'art figuratif. Ses sculptures et ses bas-reliefs en bois constituent un monde particulier, peuplé d'hommes et de femmes ordinaires et simples, aux visages inexpressifs, comme l'illustre l’œuvre Trois femmes nues, réalisée en 1993, sculpture en bois, où celles-ci ont un visage ne laissant apparaître aucune émotion. Ses œuvres sont peintes à l'exception des chairs, suivant ainsi la technique traditionnelle développée au Moyen Âge de la sculpture en bois polychrome. En outre, il prend soin de laisser apparentes les traces laissées par son travail ou propres au matériau, coup de ciseau à bois, fêlures, ou nœuds du bois. Deux de ses œuvres sont conservées au Museo Cantonale d'Arte de Lugano. Une de ses œuvres, rendant hommage à Jean Moulin, est installée en gare de Metz. Elle représente le résistant en pied, entouré de trois résistants.

## Œuvres

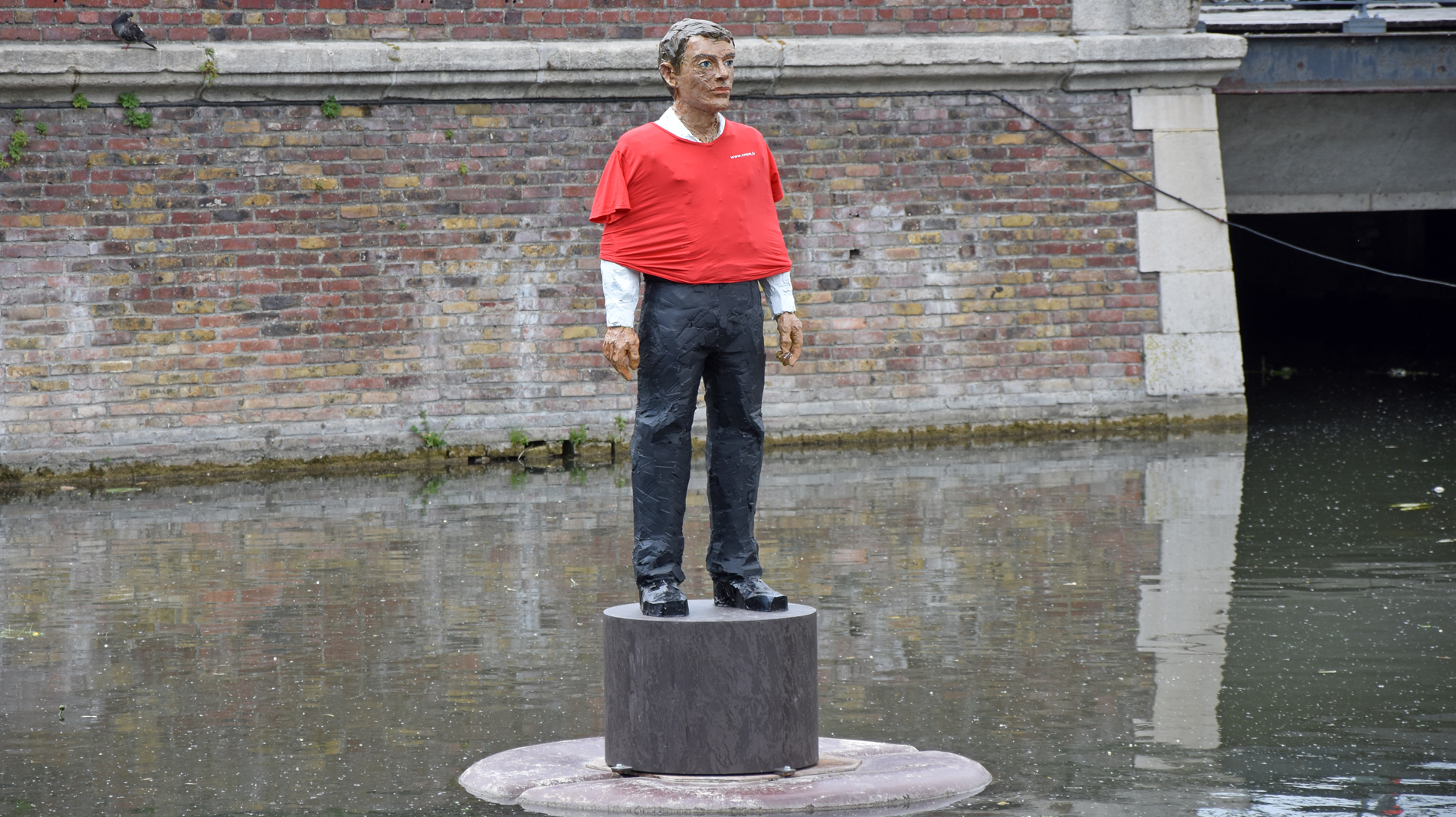
L’Homme sur sa bouée (nouvelle version) sur la Somme à Amiens.

- À Amiens, trois statues en chêne sont installées dans le quartier Saint-Leu : La femme à la robe verte et L’homme à la chemise rouge sont adossées chacune contre un mur de maison tandis que L’Homme sur sa bouée flotte sur La Somme au pont de la Dodane, regardant les deux autres statues. Elles ont été initialement réalisées et installées en 1993 dans le cadre d'une commande publique[5]. Ce triptyque représente les liens de la ville avec l’eau. L'Homme sur sa bouée est devenue une statue très populaire à Amiens car des jeunes gens audacieux traversent régulièrement à la nage le bras de la Somme où elle est située pour l'habiller de T-shirts, souvent à l'effigie de groupes étudiants ou d'équipes sportives[5]. Cependant, la statue a été dégradée le 13 mai 2018 par des rugbymen de Marcq-en-Baroeul après un match[6],[7]. Très endommagée au niveau du socle et des pieds, cette œuvre a été restaurée par l'artiste et est désormais conservée au Musée de Picardie. Afin de restituer les trois œuvres à leur site, Stephan Balkenhol a réalisé un nouvel Homme sur sa bouée cette fois en aluminium peint et a également restauré les deux statues murales. Les trois œuvres ont été réinstallées à leurs places les 23 et 24 mai 2019[8],[9].
- L'Origine du monde, statue en bois polychrome d'un homme observant un pastiche du tableau de Gustave Courbet, L'Origine du monde, 2010, musée de Grenoble.
- Le Monument à Richard Wagner à la ville natale de Richard Wagner, à Leipzig en Allemagne. Le jeune Wagner, créé par Stephan Balkenhol, se dresse sur un piédestal de Max Klinger sous la forme d'une statue en bronze coloré, de 1,8 mètres de haut[10].
- Hommage à Jean Moulin, groupe sculpté en bois polychrome de Jean Moulin[11], inauguré à Metz en juillet 2014. Commande publique de la Préfecture de Région, de la Région Lorraine, et la ville de Metz, les insignes de Chevalier de l’ordre des Arts et des Lettres ont été remis au sculpteur à cette occasion[11]. Stephan Balkenhol a choisi d'entourer Moulin de trois personnages secondaires, qui représentent, de manière implicite, « l'armée des ombres »[11].
- Apparitions (2019) et Monsieur Goéland (2020), Le Havre[12], dans le cadre du festival Un été au Havre.